# 巨鱗蛇鯔
巨鱗蛇鯔，為輻鰭魚綱仙女魚目合齒魚亞目合齒魚科的其中一種，分布於澳洲西北部海域，棲息深度20-265公尺，體長可達28公分，為底棲性魚類，生活在沙泥底質海域，屬肉食性，生活習性不明，可做為食用魚。